# William Cavendish (1552-1626)
William Cavendish, I conde de Devonshire (27 de diciembre de 1552 - 3 de marzo de 1626), fue un político y cortesano inglés.

## Vida y obra
Segundo hijo de Sir William Cavendish y Bess de Hardwick, fue educado con los hijos de George Talbot, VI conde de Shrewsbury, con quien su madre se casó después de la muerte de su padre.
Designado gobernador civil de Derbyshire en 1595, lugar donde su familia poseía la mayoría de sus fincas, y juez de paz en 1603. Fue nombrado barón de Cavendish de Hardwick en 1605, a petición y representación de su sobrina, Arabella Estuardo. Participó en la colonización de las islas Bermudas, y posteriormente, un municipio de las islas fue renombrado en su honor: Devonshire. Además participó en la dominación y colonización de Virginia.
La muerte de su madre en 1608, y la muerte de su hermano mayor, Henry, 8 años después, conllevó un gran crecimiento en su patrimonio. Mantenerse fiel a  Jacobo I en la conspiración del cortesano Walter Raleigh en Wiltshire en 1618, le reportó el ser nombrado conde de Devonshire, y un pago de 10 000 libras esterlinas. Murió el 3 de marzo de 1626, y fue enterrado en Edensor.

## Familia
Contrajo primeras nupcias con Ana Kighley o Keighley, en marzo de 1580. Tuvieron seis vástagos, entre ellos:
- William Cavendish (1590-1628), II conde de Devonshire.
- Frances Cavendish (1593-1631), casada con Henry Pierrepont, cuyo hijo Robert Pierrepont, fue nombrado I conde de Kingston-upon-Hull.
- Gilbert, que ha sido acreditado como autor de Horae Subsecivae, murió joven.
- James que murió siendo niño y supuso un golpe a la familia.

La segunda esposa de Cavendish fue Elizabeth, viuda de Sir Richard Wortley de Wortley, con quien tuvo un hijo, Sir John, nombrado caballero de la Orden del Baño cuando el príncipe Carlos fue coronado príncipe de Gales en 1618. Sir John falleció antes que su padre, el 18 de enero de 1618.